# Episodi di Jordskott (prima stagione)
La prima stagione della serie televisiva Jordskott, composta da 10 episodi, è stata trasmessa in Svezia, da SVT1, dal 16 febbraio al 20 aprile 2015.
In Italia la stagione è stata interamente pubblicata il 14 luglio 2015 su TIMvision.
| nº | Titolo originale | Titolo italiano | Prima TV Svezia  | Pubblicazione Italia |
| -- | ---------------- | --------------- | ---------------- | -------------------- |
| 1  | Del I            | Capitolo I      | 16 febbraio 2015 | 14 luglio 2015       |
| 2  | Del II           | Capitolo II     | 23 febbraio 2015 | 14 luglio 2015       |
| 3  | Del III          | Capitolo III    | 2 marzo 2015     | 14 luglio 2015       |
| 4  | Del IV           | Capitolo IV     | 9 marzo 2015     | 14 luglio 2015       |
| 5  | Del V            | Capitolo V      | 16 marzo 2015    | 14 luglio 2015       |
| 6  | Del VI           | Capitolo VI     | 23 marzo 2015    | 14 luglio 2015       |
| 7  | Del VII          | Capitolo VII    | 30 marzo 2015    | 14 luglio 2015       |
| 8  | Del VIII         | Capitolo VIII   | 6 aprile 2015    | 14 luglio 2015       |
| 9  | Del IX           | Capitolo IX     | 13 aprile 2015   | 14 luglio 2015       |
| 10 | Del X            | Capitolo X      | 20 aprile 2015   | 14 luglio 2015       |